# 1744 у науці
У 1744 році в науці й техніці відбулися такі важливі події.

## Астрономія
- Велика комета 1744 року, яку вперше побачили в 1743 році, залишається видимою до квітня (перигелій приблизно 1 березня).[1]

## Картографія
- Сезар-Франсуа Кассіні де Тюрі розпочав створення великої топографічної карти Франції.[2]

## Науки про Землю
- Акварелі Сусанни Друрі Дороги Гігантів у графстві Антрім в Північній Ірландії вигравірувані Франсуа Віваресом у Лондоні (1743–1744 рр.) привернули увагу Європи до скелі.[3]

## Математика
- Леонард Ейлер відкриває катеноїд і доводить, що він є мінімальною поверхнею.[4]

## Медицина
- В Англії засновано Нортгемптонську лікарню, як лікарню загального профілю.[5]

## Нагороди
- Медаль Коплі — Генрі Бейкер.[6]

## Народились
- 21 лютого — Ейсе Айзінга (помер 1828), нідерландський астроном-любитель.
- 7 березня — Жан-Батист Дюманжен (помер 1826), французький лікар.[7]
- 11 травня — Хосе Анастасіу да Кунья (помер 1787), португальський математик.
- 22 червня — Йоган Хрістіан Еркслебен (помер 1777), німецький натураліст.
- 28 червня — Жак-П'єр Шампі (помер 1816), французький хімік.
- 1 серпня — Жан-Батист Ламарк (помер 1829), французький натураліст.
- 16 серпня — П'єр Мешен (помер 1804), французький астроном.
- 17 жовтня — Ендрю Дункан (помер 1828), шотландський лікар.
- 25 жовтня — Жан-Франсуа Калле (помер 1798), французький математик.
- 4 листопада — Йоган III Бернуллі (помер 1807), швейцарський математик і фізик.
- Жак Анрі Дезіре Пететен (помер 1808), французький лікар.
- Хонда Тосіакі (помер 1821), японський математик  економіст і вчений.

## Померли
- 14 лютого — Джон Хедлі (нар. 1682), британський астроном.
- 20 лютого — Крістоф-Бернар де Бражелонн (нар. 1688), французький священик і математик.
- 29 лютого — Джон Теофіл Дезаґульє (нар. 1683), британський учений.
- 25 квітня — Андерс Цельсій (нар. 1701), шведський учений.
- квітень — Жан Гросс, французький хімік німецького походження.